# Пулавы (предприятие)
Азотный комбинат «Пулавы» (пол. Grupa Azoty «Puławy» — польское химическое предприятие, расположенное в Пулавах, специализирующееся в высокообъемном производстве однокомпонентных азотных удобрений (аммиачная селитра, мочевина, КАС, сульфат аммония), один из крупнейших производителей меламина в мире и самое крупное польское предприятие в отрасли Большого химического синтеза. Компания также производит капролактам, перекись водорода, AdBlue и технические газы.

## Данные о компании
Азотный комбинат Пулавы АО зарегистрирован в Государственном судебном реестре — 0000011737.
Регистрационные данные:
- в Едином государственном реестре хозяйствующих субъектов (REGON): 430528900,
- ИНН (NIP: 7160001822.

Уставный капитал 191 150 000 злотых, разделенный на 19 115 000 акций.
В январе 2013 главными акционерами общества были:
- Государственная казна — 50,67 %
- Азотный комбинат в Тарнове-Мостицах АО — 10,29 %
- Збигнев Якубас и ассоциированные компании — 5,16 %
- ИНГ ОФЕ (ING OFE) — 5,02 %

## История

### Период ПНР
Решение о строительстве в Пулавах комбината по производству азотных удобрений было принято 19 декабря 1960 г. Комбинат строился в течение 5-ти лет. 4 июня 1966 года впервые началось производство аммиака и мочевины. В 1967—1970 впервые был выпущен углекислый газ и сухой лед.
В 1970 году принято решение о строительстве установки по производству капролактама, а с 1975 по 1977 велось строительство первой производственной линии по выпуску меламина.
В 80-х годах XX века были достигнуты первые успехи в области уменьшения негативного влияния комбината на окружающую среду. В частности, построено очистительное сооружение для производственной линии капролактама. Одновременно расширялся ассортимент искусственных удобрений: выпущено первое двухкомпонентное удобрение — раствор карбамида и аммиачной селитры КАС(RSM).

### Период III Республики
1 сентября 1992 года комбинат был преобразован в общество с единоличным участием Государственной казны и получил нынешнее название. 14 ноября 1995 года была запущена производственная линия по выпуску перекиси водорода. 15 декабря 1998 года начался выпуск пербората натрия. Кроме того, происходила замена и модернизация старых технологических линий мочевины и аммиака.
В 2000—2004 годах в сотрудничестве с фирмой Евротехника (Eurotecnica) были введены в эксплуатацию две новые производственные линии по выпуску меламина, благодаря чему комбинат достиг 10 % в мировом производстве этого химического соединения.
До 2005 года собственником комбината была Государственная казна, которой принадлежали 99,99 % акций. В 2005 фирма была приватизирована путём эмиссии акций на Варшавской бирже ценных бумаг, Государственная казна осталась владельцем контрольного пакета акций.
30 октября 2007 г. была установлена Специальная экономическая зона Стараховице — подзона Пулавы. Подзона Пулавы расположена в пределах Азотного комбината «Пулавы» АО на территории Пулавского промышленного парка и занимает площадь около 99 га
В 2008 году Азотный комбинат «Пулавы» АО получил разрешение на ведение хозяйственной деятельности на территории специальной экономической зоны, связанной с инвестицией, целью которой было увеличение производственных мощностей по выпуску мочевины на ок. 270 тыс.. тонн/год, а также AdBlue до 100 тыс. тонн/год . В том же году разрешение на ведение хозяйственной деятельности на территории специальной экономической зоны получила также фирма Эр Ликид (Air Liquide) в области производства технических газов для нужд Азотного комбината «Пулавы» АО и других клиентов. Эти инвестиционные проекты были завершены в 2010 году.
В 2011 году компания приобрела 98,43 % акций Гданьского комбината фосфорных удобрений «Фосфоры» ООО (GZNF «Fosfory» Sp z o.o.), тем самым расширяя торговое предложение, в частности, за счет фосфорных удобрений и комбинированных удобрений.
В 2012 году компания приобрела 85 % Хожовского химического комбината «Адиполь-Азоты» АО , расширяя торговое предложение, в частности, на нитрат калия, нитрат кальция и химические добавки для пищевых продуктов.
АК «Пулавы» также инициировал создание Центра компетенции, который объединил представителей исследовательских институтов, неправительственных организаций и высших учебных заведений. Его целью является обмен знаниями между субъектами, входящими в его состав, и создание образовательной платформы для аграрников и консультантов по сельскохозяйственным вопросам. В состав Центра компетенции входят: Институт искусственных удобрений в Пулавах, Институт агротехники удобрений и почвоведения — ГосНИИ Пулавы. Пулавская высшая школа, Национальная химико-сельскохозяйственная станция в Варшаве, Высшая школа сельского хозяйства в Варшаве, а также Национальная ассоциация производителей рапса.
В 2012 году комбинат в Пулавах начал строить две установки для производства искусственных удобрений — твердых ПУЛГРАН® (PULGRAN®) и ПУЛГРАН® С (PULGRAN® S), а также жидких ПУЛАСКА® (PULASKA®). Компания Электростанция Пулавы, акционером которой является Азотный комбинат «Пулавы» АО, а также энерго-горнодобывающая компания ПГЭ ГиЭК АО (PGE Górnictwo i Energetyka Konwencjonalna S.A.) объявили тендер на строительство газопаровой электростанции мощностью 800—900 МВт.
Самым важным событием для Азотного комбината «Пулавы» АО было начало, в сотрудничестве с Азотным комбинатом в Тарнове-Мостицах АО, процесса консолидации предприятий Большого химического синтеза

## Руководство
- Павел Ярчевски — председатель Правления[17][18][19]
- Ян Цезары Moженьски — председатель Наблюдательного совета[20]

## Производственные мощности
Годовые производственные мощности комбината в 2011 г. составляли:
- карбамид — 1 215 000 тонн
- аммиачная селитра — 1 103 850 тонн
- КАС (RSM) — 1 000 000 тонн
- сульфат аммония — 156 000 тонн
- AdBlue — 100 000 тонн
- меламин — 92 000 тонн
- капролактам — 70 000 тонн
- перекись водорода — 10 000 тонн
- сжиженный углекислый газ — 74 250 тонн

## Организационная структура

### Дочерние общества
- ООО Гданьский комбинат фосфорных удобрений «Фосфоры» (GZNF «Fosfory» Sp z o.o.) — 98,43 % (процентов акций в обществе)[22][23]
- Азоты-Адиполь AО (Azoty-Adipol S.A.) — производство удобрений и химикатов, логистические услуги — 85,00 %[24][25]
- Прозап ООО (Prozap Sp z o.o.) — инженерные услуги — 84,69 %
- ООО Ремзап (Remzap Sp z o.o.) — услуги по ремонту — 94,61 %
- ООО Медикал (Medical Sp.z o.o.) — медицинские услуги — 91,41 %
- ООО Явор (Jawor Sp z o.o.) — гостиничные услуги — 99,96 %
- ООО Сто-Зап (Sto-Zap Sp z o.o.) — услуги кейтеринга — 96,15 %

### Зависимые общества
- ООО Электростанция Пулавы — энергетический проект — 50,00 %
- ООО ББМ (BBM Sp z o.o.) — морской экспортный терминал — 50,00 %
- ООО ЦТЛ Колзап (CTL Kolzap Sp z o.o.) — обслуживание ж/д подъездных путей — 49,00 %
- ООО Навитранс (Navitrans Sp.z o.o.) — экспедиторские услуги — 26,45 %
- Технохимсервис — коммерческое услуги — 25,00 %

## Спортивные клубы
Азотный комбинат «Пулавы» АО в настоящее время является спонсором гандбольного клуба Азоты-Пулавы, созданного в 2003 году вследствие выделения из клуба Висла-Пулавы, выступающего в мужской суперлиге ПГНиГ. Компания также поддерживает многосекционный спортивный клуб Висла-Пулавы, представителем которого является пловец Конрад Черняк. Футболисты этого клуба в сезоне 2010/2011 завоевали путевку во вторую лигу.